# 複合年均增長率
複合年均增長率（Compound annual growth rate，簡稱CAGR）是指一項投資在一特定時期內的年度增長率。

## 定義
年均複合增長率（Compound Annual Growth Rate，CAGR）即CAGR是指一項投資在特定時期內的年度增長率。 

### 計算公式
CAGR通過總增長率百分比的N次方根求得，N相等於有關時期內的年數，具體公式如下： 
{\displaystyle \mathrm {CAGR} (t_{0},t_{n})=\left({\frac {V(t_{n})}{V(t_{0})}}\right)^{\frac {1}{t_{n}-t_{0}}}-1}

## 應用
- 計算和反映投資平均回報
- 展示和比較投資顧問的實績
- 比較債券與儲蓄的投資回報

## 優點
- 在衡量不同投資組合的表現時非常有用。
- 能夠用來比較和評估某一板塊或某一市場指數下的不同股票之間的相對表現。
- 進行產業分析時，消彌國家與產業的差異，客觀評估投資效益，是廣為分析報告使用的指標。

## 局限
- CAGR假設投資增長是穩步進行的， 而事實上，投資卻有很大的不穩定性， 不同時期投資結果有可能顯著不同。 在進行投資決策時，一定要充分考慮這種不穩定性，亦即投資風險。
- CAGR是一個衡量歷史指標的工具， 歷史數據對於預測未來回報並非總是有效。
- CAGR對時間非常敏感，極易造成欺騙性的影響： 一項投資基金也許會告訴你在過去三年它的CAGR達到了35%的驚人增長，但事實可能是，它的基礎價值是一個較低值。

## 假設條件
CAGR假設投資增長保持平穩節奏， 而事實並非如此， 所以，CAGR是一個假象的概念，它用公式描述了一個看似穩定增長的投資回報。